# 平成武装正義団
『平成武装正義団』（へいせいぶそうせいぎだん）は、山口貴由による日本の漫画。『コミックジャックポット』（リイド社）にて、1992年1月10日号から9回にわたって連載された。

## ストーリー
悪の限りを尽くす不良集団「邪の目七人番長」と、かつて彼らにイジメを受け復讐を誓った主人公「神風 零」との戦いを描く。
時は世紀末。東京は「私立明鏡高等学校」に、ある日“神風 零”と名のる転校生がやってきた。彼は白ランの下に赤いプロテクターを着込み、さらにグローブ、鉄キンレガースで武装するという異様ないでたちで、「自己防衛のためには暴力も厭わない」という考え方の持ち主だった。
混迷の時代であるとはいえ、この過激な主張を行う男を周囲は白眼視していた。しかし、彼が「邪の目七人番長」と呼ばれる非行グループのひとり“カメレ男”を撃退したのをキッカケに、その武装理由が明らかとなる。
実は零は中学時代、明鏡高校のあるこの街で「邪の目」から凄惨なイジメを受けていた。そして一度は東京から逃げ出したのだが、復讐を誓いかつて暮らした場所に舞い戻ってきたのである。彼の武装は、「邪の目」との闘いへの備えに他ならなかった。
悪漢を撃退した零は、周囲からも一目置かれる存在となった。だがそれは同時に「邪の目」のメンバーである“ジャッカル”、“キカイ田”、“サドラー”らによる明鏡高校殴り込みをも招いてしまう。級友の“剣崎スミレ”、“右手番長”の協力（?）のもと、からくも彼らの撃退に成功した零だったが、戦闘によって自身の攻撃の要である脚を負傷し、入院することとなる。
「邪の目」襲撃によって学校や無関係な生徒達にまで被害がおよんでしまい、病室で落ち込む零。責任を感じた彼は、武装を捨て素手で戦うこと、そして退学することを決意し、見舞いにやってきたスミレと右手にその旨を告げる。
スミレ達が病室を辞して後、看護婦に化けた「邪の目」の“サメ島”、“アタマ田”が零を襲った。戦いの場を無人の海岸に移して、零と「邪の目」の最終決戦の火蓋が切られる。彼はその闘いの最中“何か”に目覚め、そしてそこに“本当の自分”を発見するのだった。
サメ島、アタマ田を一蹴し、遂に「邪の目」ボス格である“魔天朗”が現れる。零の渾身の一撃で頭部を割られ悲鳴を上げる魔天朗。真っ二つになった頭を支えながら海の向こうへ逃走する彼に対し、零は高らかに宣言するのだった。
「いつでも こい!」

## 主な登場人物

### 私立明鏡高等学校
神風 零（かみかぜ ぜろ）
主人公。知能指数173で成績優秀な通称「インテリ番長」。中学時代、邪の目七人番長達から凄惨なイジメを受けた過去があり、身体にはそのころにできた無数の傷跡が残っている。名門「大阪インテリ学園」から東京の「私立明鏡高校」2年D組へ転校するという形で、かつて暮らしていた町に舞い戻ってきた。その目的は「邪の目」への復讐である。
威圧的な白詰襟（白ラン）の下には深紅のボディプロテクター（ポリ・カーボネイトとファイン・セラミック製）を身につけ、さらにアームガードと一体化したグローブおよび鉄キン入りのレガースも装着している。基本的に足技を主体とした格闘スタイルだが、奥の手的に手技（パンチ等）による攻撃法も習得している。
「邪の目」以外に自分から喧嘩を売ることはないが、喧嘩を売られた場合には「自らに降りかかる火の粉は自分で払う」主義のもと、暴力も辞さない。当初は軍人を思わせる自己抑制的な振る舞いを見せることが多かったが、次第にそれはバンカラ風のものに変化していった。実際は剣崎スミレと意地の張り合いをするなど、歳相応の（というよりはむしろ子供っぽい）性格をしている。
“明鏡高校『邪の目』来襲事件”後の入院をきっかけに、眼鏡からコンタクトに変えた。
剣崎 スミレ（けんざき  スミレ）
明鏡高校のPTA会長の娘で、頭に結んだ大きなリボンが特徴の零のクラスメイト。偏差値75、実践合気剣道五段（他に剣道三段であるという描写もある）のスーパーヒロインで、クラスではリーダー格。武器としては主に特殊警棒や竹刀を用いる。自称「リボンの武士」。
気が強く自信家だが年相応に見えない容姿をかなり気にしており、子ども扱いされると逆上する。変態には容赦しないと言うものの、不測の事態には対応しきれず失神してしまう面もある。零とは主義主張の違いから反目することも多いが、本心ではお互い憎からず思っている。
右手番長（みぎてばんちょう）
同じく零のクラスメイト。「空手部」に所属しているようだが使用武器は日本刀。同部を私物化して「右手部」に改め、部室を根城に“右手一代”手淫に勤しむ明鏡高校の不良。過去数度にわたって問題を起こしているらしいが、先生には割と素直である。
ホモセクシャルであり、零に絡んで返り討ちにされた舎弟の仇を取るべく挑んだ果し合い（顔面へのハイキックを零が寸止めするという形で敗北）をきっかけに彼に惚れる。以降零と揃いの白ランを着たり、学生生活上で色々と世話を焼こうとするなど、意外に純情な一面を見せる。その一方で「女、殴るヤツは許せねえ!」などと、男気を感じさせる発言も確認できる。
犬山（いぬやま）
右手の舎弟その1。耳が長い。
石山とふたりで校内の見慣れない人物に対しよく絡むが、毎回返り討ちに遭う。
石川（いしかわ）
右手の舎弟その2。僧兵の様な格好をしている。
犬山とふたりで校内の見慣れない人物に対しよく絡むが、毎回返り討ちに遭う。
2年D組の先生
数学の答案を背中に張られていても気付かない男性教師。零のクラスの担任。
「邪の目」への復讐に燃え、頑なに「防衛のための武装」を主張する零を静かに諭すが、「邪の目」による明鏡高校襲撃の際は何もできず、その「平和思想」のていたらくぶりを非難する学生らに対して逆切れした。
校長先生
「武装解除が平和への道」であると信じ、逆の主張を通そうとする零と対立する。
校長としての権限で零の装備を没収するも、それは「邪の目」襲撃を受けて零に無理矢理奪い返されることになる。
星野先生（ほしのせんせい）
校長先生の考えに同調し、「武装解除」の思想を唱える女性教師。スミレに「考えが甘い」と批判されるが、構わず生徒達に自分の考えを訴える。直後に乱入してきたジャッカル達に殴られ、教室の端から端まで吹っ飛ぶ。
零の母
息子思いの母親。美人。零も彼女の前では大人しい。

### 邪の目七人番長
「邪の目（じゃのめ）七人番長」は東京周辺で活動する住所不定の不良集団（既に学生ではない様である）。異形の外見や超人的能力を持つ者達。強姦、殺人、極悪非道の限りを尽くすが、その証拠となるものは隠蔽するため警察には捕まらない。犯罪を行う場所は主に人のいない海岸である。中学時代の零をイジメにイジメ抜いた。
作中では彼らがしばしば自らの性器を露出させるシーンがあるが、その場合（表現の都合上）妙なデザインのコンドームを装着していることが多い。
カメレ男（カメレお）
カメレオンに似た外見を持つ17歳の男。13歳のころ両親をバット葬にした。伸縮自在の舌と鋭い嗅覚、カエルの様なジャンプ力を持つ。人体を容易に溶解させることのできる胃液（『ゲロビーム』）を吐くことができ、攻撃や殺人の証拠隠滅手段として利用する。
下校中のスミレ達を襲うが、「邪の目」の手掛りを求めて周囲をパトロール中だった零に阻まれる。酒浸りで弱っていた肝臓を攻められ敗北、逮捕される。その後8人もの殺人を自供し、新聞で「怪獣少年」と報道された。
ジャッカル
ジャッカル顔のモヒカンリーゼント。普段はサングラスをしている。「ジャッカルタイム」と称しステロイド剤を打って肉体を部分的に強化する。
カメレ男を倒した零への報復のため、サドラー、キカイ田と明鏡高校へ討ち入りした。明鏡高校の女教師（星野先生）を殴り飛ばし、校長から装備を没収させられ有効な打撃手段を失った零をステロイドで増強させた右腕で痛めつけた。その後零が装備を取り戻すと一気に形勢は逆転。股間を踏みつけられ悶絶、そして頭部を壁にめり込ませられ失神、敗北した。
キカイ田（キカイだ）
ライダージャケットを着たサイボーグ（らしき）男。金属の身体を持つために、生身による攻撃では逆に攻撃側が負傷する。指先はマシンガンになっており、腕そのものもいわゆるロケットパンチである。「ギギギ」と笑ったり端々で「バッキャオーン」と叫んだりするが、非常時には普通に喋る。
サドラー、ジャッカルらと明鏡高校へお礼参り。校内を暴れまわるも、校長から装備を奪取した零にマシンガンは防御され、ロケットパンチも蹴落とされた。頭部の鉄兜を回転蹴りで刈り取られると、脳みそと目玉だけの貧弱な“本体”が露出した。強靭な肉体を失って戦意を喪失したキカイ田は、脳幹をヘビの様にしならせながら逃げて行った。
サドラー
ボンデージを身に付けた長髪の男。七人番長の中でも目立っており、魔天郎に続くNo.2と思われる。なぜか女性的な体つきで乳房も持っているが、素手で人間の頭蓋骨をぶち抜く自称「空手五百段」の強者である。回想シーンで、学生時代に零をレイプしている姿が描かれていた。
股間の男性器は鮫の姿に変化し、自由に操ることが可能。目潰しとして液状の何かを吐き出すこともできる。
ジャッカル、キカイ田と共に明鏡高校へ攻め入り、反撃しようとした右手番長を教室の壁ごと打ち抜く。ジャッカル達が零に負けると、態度を一変させて彼に許しを請うが、通用しないと見るや再び攻撃に転じた。零の隙をついて彼を気絶させ、さらに乱入してきたスミレも打ち負かすも、先の一撃から復活した右手番長に頭部を真っ二つにされる。それでも生きていたが戦闘不能（頭部を常に両手で押さえていなければならない状態）となり、敗北した。
作中唯一「平成武装正義団」のタイトルにふさわしい、主人公勢の協力（?）によって倒された敵である。
サメ島（サメじま）
頭部が鮫。自称「生まれた時からキックボクサー」で、どんな蹴り技も完璧にディフェンスできると豪語する。
アタマ田と2人で看護婦の姿に化け、サドラー達との戦いによる負傷で入院中だった零に接近、奇襲をかける。零の蹴りをことごとくガードするも、この局面において彼が初めて放った手技(下アゴへの右ストレート）に対処できず顔面を割られる。さらなる追い討ち（踏みつけ）によって胴部も破壊され、内臓をぶちまけ敗北。まともな出番はわずか数ページという不遇な敵であった。
アタマ田（アタマだ）
念動力や瞬間移動といった超能力を持つ二頭身の男。詰め襟の学生服に袈裟の様なものを身につけている。攻撃の際は口から超音波によるものらしい直線的軌道の衝撃波を放ち、対象を破裂させる。肉体の鍛錬の必要なく、安全地帯から相手をいたぶることのできる自らの能力に優越感を持っている。
サメ島と共に入院中の零を奇襲し、彼を海岸へテレポートさせ殺害しようとした。衝撃波による攻撃を背中の皮一枚で避けた零の“浴びせ蹴り”で顔面を削がれ、続けざまのヒザ蹴りで頭部を割られて敗北。
魔天郎（まてんろう）
作中では邪の目の中でもボス的な扱いで、身の丈5メートル以上（シーンによって変動）はある大男。巨大すぎる体のせいか、普段は海中に潜んでいる。2メートルはあるという股間は龍の姿になり、攻撃に使ったり会話も可能だったりする逸品である。
サメ島、アタマ田を海岸で倒した零の前に現れ降伏を要求するが、逆に挑発的な態度で宣戦布告した零に怒り、一騎討ちとなる。股間の龍を使って攻撃を仕掛けるも、その頭部を踏み台にした零の飛び肘鉄を食らって、頭頂から胸部にかけてを割られる。それでもなお魔天郎は生きており、二股に分かれた頭部を両手で押さえながら海の中へと逃げ帰って行った。

## 備考
コミック巻末に掲載された山口貴由のあとがきによれば、本作は当初「神風 零を中心に有志が集まり、武装グループを結成して悪の番長達と対決する戦隊ヒーローもの」になる予定だった。しかし山口は団結やチームワークを描くスタイルが当時は得意でなかったと綴っており、ほとんどの敵を零ひとりで倒す展開になってしまった。結果的に「平成武装正義“団”」というタイトルに対してはややちぐはぐな内容になってしまった。
本作の主要キャラクターデザインや導入部のプロットには、後に発表された『覚悟のススメ』との類似点が多く認められる。インタビューなどで山口は、本作が『覚悟のススメ』の原型的作品であると語っている。

## 関連作品
- 覚悟のススメ